# Кузьменко Сергій Леонідович
Сергій Леонідович Кузьменко (нар. 5 вересня 1948, м. Переяслав-Хмельницький, Київська область) — український політик, член СПУ; народний депутат України 2-го та 5-го скликань.

## Освіта
Запорізький індустріальний технікум. Харківський інженерно-економічний інститут, інженер-організатор виробництва.

## Трудова діяльність
- Після закінчення школи (м. Запоріжжя) в 1966 працював слюсарем заводу «Радіоприлад».
- 1967–1968 — служба в армії.
- Потім працював слюсарем-електриком на суднобудівному заводі.
- З 1972 — вантажник на естакаді, з 1973 — наладник, майстер, старший майстер, начальник зміни, заступник начальника цеху шасі, головний фахівець заводу «Комунар».
- З 1992 — головний фахівець Асоціації «Таврія».

Народний депутат України 2-го скликання з квітня 1994 (2-й тур) до квітня 1998, Комунарський виборчий округ № 179, Запорізька область, висунутий трудовим колективом. Член Комітету з питань оборони і державної безпеки. Член депутатської фракції комуністів. На час виборів: головний фахівець асоціації «Таврія».
Народний депутат України 5-го скликання з квітня 2006 до листопада 2007 від СПУ, № 31 в списку. На час виборів: головний спеціаліст ЗАТ «АвтоЗАЗ», член СПУ. Голова підкомітету з питань місцевого самоврядування Комітету з питань державного будівництва, регіональної політики та місцевого самоврядування (з липня 2006), член фракції СПУ (з квітня 2006).
Вересень 2007 — кандидат в народні депутати України від СПУ, № 39 в списку. На час виборів: народний депутат України, член СПУ.
Був першим секретарем Запорізького обкому СПУ.

## Родина
Українець. Батько Леонід Андрійович (1920—1960) — архітектор, Херсон. Мати Вікторія Антонівна (1924) — пенсіонерка; дружина Зоя Іванівна (1951) — викладач Запорізького педагогічного училища № 2. Син Леонід — слюсар.
Захоплюється риболовлею, шахами, книгами.

## Джерело
- Довідник «Хто є хто в Україні», видавництво «К. І.С»